# Корковадо (национальный парк, Коста-Рика)
Коркова́до (исп. Parque Nacional Corcovado) — национальный парк в Коста-Рике, расположенный на побережье Тихого океана, на полуострове Оса. Охватывает значительную территорию площадью 42500 га, покрытую дождевым лесом, практически не тронутую человеком. Включает огромное многообразие тропической флоры и фауны.

## История создания
Ещё в начале 1970-х годов влажные тропические леса этих мест оценивали как потенциальный национальный парк. Но в тот момент государство не располагало необходимыми ресурсами, в том числе материальными и рабочими. В середине 1970-х годов в данный район стали прибывать поселенцы. Некоторые участки леса подготавливались для лесозаготовительных работ.
Многие учёные и биологи настаивали на сохранении флоры и фауны в данном районе. Национальный парк был основан 31 октября 1975 года. Все виды промышленных работ, а также охота на территории парка запрещены.

## Флора и фауна
Территории национального парка охватывают как минимум восемь экосистем. Здесь произрастает более 500 видов деревьев. Одним из огромнейших деревьев в парке является хлопковое дерево. Оно может достигать до 3 метров в диаметре и 70 метров в высоту.
В парке встречаются более 10 тысяч видов насекомых.
Гнездятся около 400 видов птиц. Основная популяция красных ара сосредоточена именно здесь.
Обитает более 100 видов земноводных и пресмыкающихся, в частности ядовитая змея кайсака и стеклянная лягушка.
Фауна представлена около 140 видами млекопитающих: ягуарами, оцелотами, обезьянами, муравьедами, ленивцами, броненосцами и др.

## Достопримечательности
Одной из геологических достопримечательностей парка считается пещера Сальсипуэдес. Есть версия, что именно здесь мореплаватель Фрэнсис Дрейк оставил часть своих сокровищ. Немного севернее Корковадо находится бухта Дрейк-Бей, где английский мореплаватель останавливался во время своего кругосветного путешествия в 1579 году.